# 11787 Baumanka
A 11787 Baumanka (ideiglenes jelöléssel 1977 QF1) a Naprendszer kisbolygóövében található aszteroida. Nyikolaj Sztyepanovics Csernih fedezte fel 1977. augusztus 19-én.